# 儀仗俑

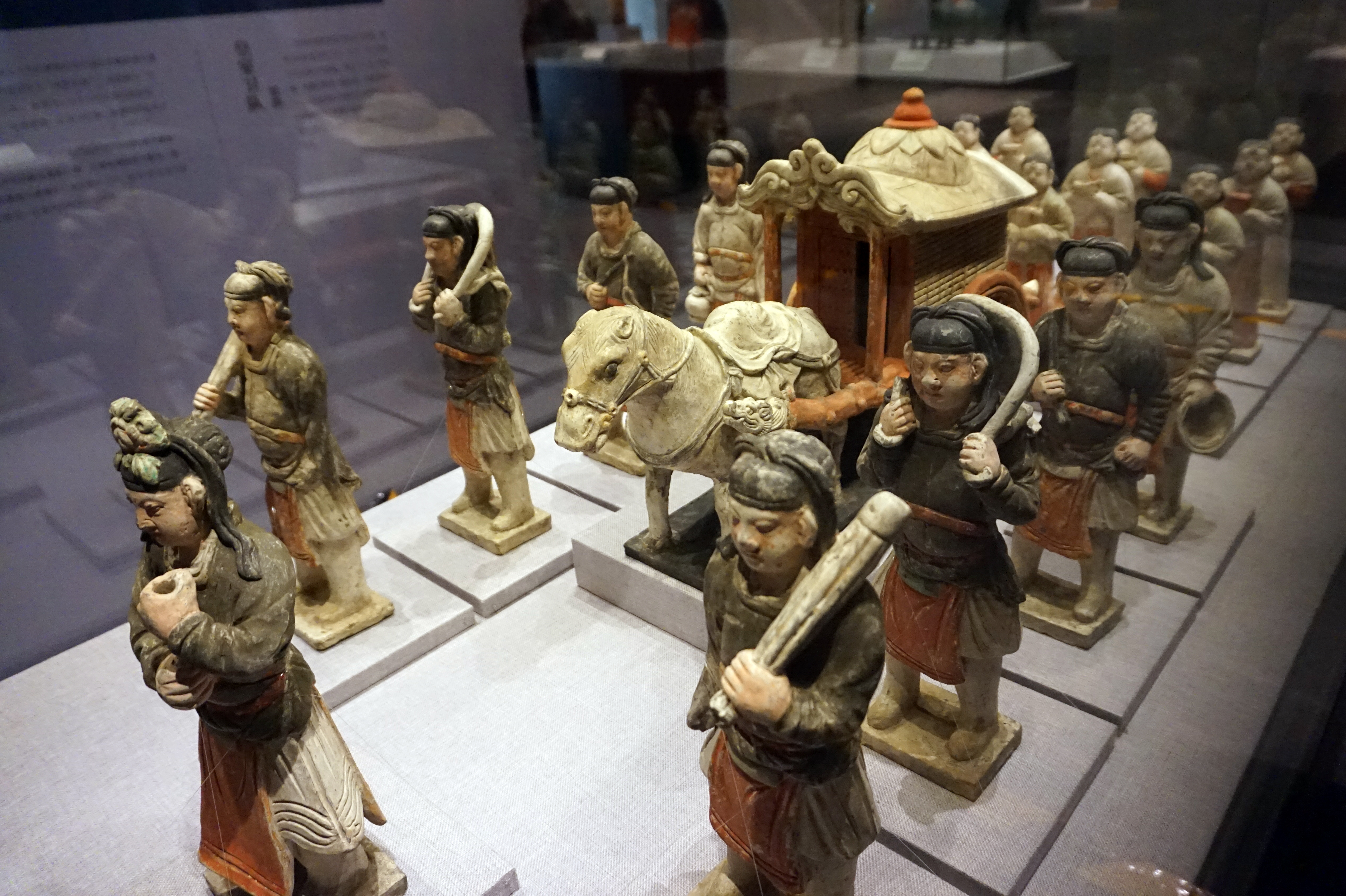
於河南省焦作市中站區許衡街道辦東王封村出土的元朝儀仗俑，現放在焦作市博物展出

儀仗俑，是中國和朝鮮古代的一種墓葬土俑。

## 歷史
儀仗俑在中國古代墓葬土俑的組合中扮演相當重要的角色。在魏晉南北朝，洛陽北魏常山文恭王元邵的墓穴藏有過百件彩繪陶俑。其中由騎馬擊鼓俑、伎樂俑、擊腰鼓俑等14件鼓吹樂俑與鎧馬武士俑、按劍武士俑、執盾俑、文吏俑、奴僕俑等儀仗俑群列成陣勢。一般來說，陶俑群組成的場面反映了墓室主人外出時儀仗隊伍的陣勢。元邵墓穴的儀仗俑正好模擬了北魏時期儀仗隊伍中鼓吹樂的組合形式。至隋代、唐代時期，鼓吹樂受到重視。其規模和形式進一步發展成展現儀仗隊伍出場時的藝術形象。例如在1998年於河南偃師唐恭陵哀皇后墓出土的11件彩繪騎馬擊鼓俑和騎馬樂舞俑展示了當時中原地區鼓吹樂的藝術風格。儘管明清兩代陶俑隨葬的文化不盛行，不過經當代考古發現後，墓葬俑的數目仍然非常多。
此外，隨葬俑群顯示了墓穴主人的身份地位和象徵。中國成都鳳凰山明蜀王墓、山東鄒縣九龍山魯荒王朱檀墓、河北阜城縣廖紀墓以及清代吳六奇墓出土的儀仗俑群大多展現了儀仗俑出行儀衛這個象徵。而在眾多儀仗俑之中，於1969年9月在武威雷台漢墓出土的東漢銅車馬儀仗俑群是一個明顯的例子。該九十多件儀仗俑群包括了銅馬、銅車、牛車，手持矛、戟、鉞等兵器的武士俑、奴婢俑等。與秦代和漢代北方遊牧民族的馬上鼓吹樂被用於宮廷儀仗和皇室貴族車駕從行時的場面相符。在1953年，考古學家在陝西省西安草場坡出土了一個高39厘米的北魏彩繪騎馬吹角俑。三十年後，中國考古隊伍發現了更多的隨葬儀仗俑。他們在寧夏回族自治區固原縣出土過一個北周出行陶俑。

## 種類
儀仗俑以軍人及官吏形象的俑群數目最多，其中分別有立俑和騎俑兩種 。常見的儀仗俑有文吏俑、軍卒俑和甲騎具裝俑等。在唐代的墓穴中，具鎮墓作用的武士俑居於儀仗隊俑群之首。

## 外部連結
- 國立歷史博物館 彩繪女舞俑
- 銅梁明代石刻儀仗俑